# Cesare Balbo
Hrabia Cesare Balbo (ur. 21 listopada 1789 w Turynie, zm. 3 czerwca 1853, tamże) — polityk, oficer i dyplomata włoski.
Jego ojcem był Prospero Balbo, burmistrz Turynu. Matka osierociła go, gdy miał trzy lata, był więc wychowywany przez prababcię. Był oficerem w armii napoleońskiej, a potem w armii Królestwa Sardynii.
Był jednym z głównych orędowników Risorgimenta, uważał, że Włochy powinny zjednoczyć się pod przewodnictwem dynastii sabaudzkiej.
Napisał m.in.:
- Nadzieje Włoch (Speranze d'Italia),
- O ostatnich wydarzeniach w Romanii (Degli ultimi casi di Romania).